# Paula Sziklai
Paula Sziklai, coniugata Sárosdyné (1926), è un'ex cestista ungherese.

## Carriera
Con l'Ungheria ha disputato i Campionati europei del 1950.